# Virgen de Itacuá

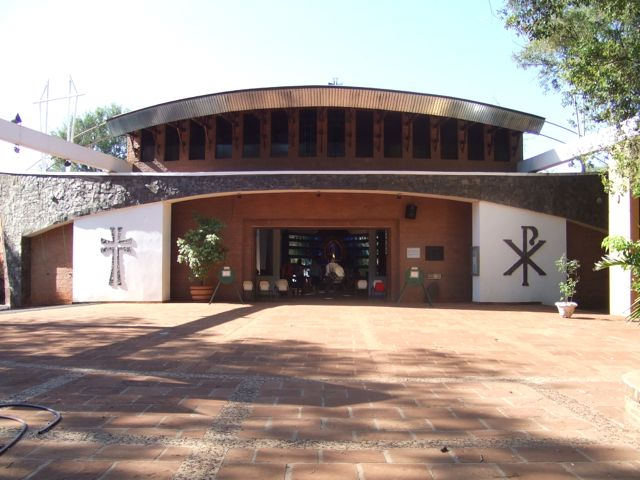
Vista frontal del Santuario de la Virgen de Itacua.

La Virgen de Itacuá es una de las advocaciones marianas más importantes de la región sur del Paraguay, conocida también como la "Virgen de los pobres". 
Tiene un santuario ubicado a unos 12 km del casco céntrico de la ciudad de Encarnación, el cual se puede llegar a través de la ruta llamada "Tupãsy Rape", que inicia desde el Circuito Comercial de la ciudad. También puede llegarse por la Avenida Costanera del Barrio San Isidro, que pasa por debajo del Puente Internacional San Roque González de Santa Cruz.
A ambos costados del santuario hay escalinatas que conducen a una gruta que da al río Paraná, en la que se venera una imagen de la Virgen de Itacuá.

## Historia
Según cuentan, la Virgen se le aparecía a las personas cuando cruzaban por el lugar, para ayudarles a no chocar con las rocas del lecho del río, que son muchas en esa parte del río y que constituían un peligro para la seguridad de los barcos. 
A principios del siglo XX, mediante gestiones de misioneros del Verbo Divino se instaló en la gruta una pequeña imagen de la Virgen traída desde Europa, con lo que la costumbre de peregrinar hasta el lugar cobró fuerza.
La fecha en que se celebra la llegada de la Virgen de Itacua es el 8 de diciembre (coincidiendo con la Inmaculada Concepción de María, al igual que otras encarnaciones de la misma como ser la Virgen de Caacupé en Paraguay o la Virgen de Guadalupe en México), llegando a convocar a miles de feligreses para el comienzo de la solemne misa que se celebra en el Santuario.
A diario decenas —o inclusive cientos— de personas llegan al santuario para orar, cumplir promesas o simplemente por motivos turísticos.
El 30 de noviembre de 2003 se inaugura el actual templo de la Virgen de Itacuá, construida por aporte de la EBY y por una comisión especial creada para el caso. Comprende un templo, un mirador de 30 metros sobre el nivel del río donde está ubicado el campanario, trabajos de nivelación y construcción de un gran muro de piedra donde antiguamente estaba la gruta y el santuario, y camineros que circundan todo el sector.
La iglesia tiene la forma de un barco vista desde arriba, con la proa (parte delantera) apuntando hacia el río. El altar está ubicado en la proa del barco, y es totalmente vidriado. Las puertas principales de acceso al público están ubicadas en la popa (atrás). La forma de barco es en memoria de aquellos navegantes que en el siglo pasado habían hecho nacer la costumbre de venerar y rendir devoción a la Virgen de Itacua.
El 8 de diciembre de 2008 se inaugura el camino asfaltado desde la rotonda del actual zona del Circuito Comercial (donde está ubicado el corazón de San Roque), hasta el Templo de la Virgen Itacuá (unos 8 kilómetros), donde anteriormente era un camino empedrado con tramos de caminos de tierra.
Cabe destacar que antes del año 2010, anteriores a las obras de Terminación de la EBY, esta zona del camino que lleva a Itacuá era una zona prácticamente rural, con poca población. Hoy día,(Barrio San Isidro), es una de las zonas más pobladas y transitadas de la ciudad de Encarnación.

## Ubicación
El Santuario se encuentra en la saliente de tierra llamada "Punta Itacua", ubicada a unos 12 km al sudeste del casco histórico de la ciudad de Encarnación. Además en las cercanías se encuentra el Museo de Itacua, muy conocido en la región, por contener valiosos objetos de tiempos del presidente Carlos Antonio López y de los jesuitas.